# Ilaria Salis
Ilaria Salis (Milaan, 17 juni 1984) is een Italiaans leraar, activist en politicus.
Salis werd begin 2023 aangehouden in Hongarije en beschuldigd van aanvallen op neonazi's tijdens een extreemrechtse bijeenkomst in Boedapest. Ze ontkende de beschuldigingen en de vermeende slachtoffers dienden geen klacht in. Na publieke verontwaardiging in Italië, klaagde de Italiaanse overheid tegenover Hongarije over de behandeling van Salis als gevangene. In mei 2024 werd ze vrijgelaten uit de gevangenis en onder huisarrest geplaatst in Boedapest.
De linkse kartellijst Alleanza Verdi e Sinistra (AVS) koos Salis als lijsttrekker voor de Europese Parlementsverkiezingen 2024 in twee kieskringen. AVS haalde er haar beste resultaat in jaren. Salis kreeg meer dan 170.000 voorkeursstemmen en werd verkozen. Als lid van het Europees Parlement geniet ze immuniteit van vervolging; de Hongaarse autoriteiten lieten haar daarop vrij. Salis wil haar zitje in het parlement gebruiken om te ijveren voor de rechten van gevangenen en om de wooncrisis aan te pakken.